# Jacques Hilling
Pour les articles homonymes, voir Hilling.
Jacques Hilling (parfois orthographié Hiling) est un acteur français né le 26 mai 1922 à Randwick (Australie) et mort le 16 février 1975 dans le 19e arrondissement de Paris.

## Biographie

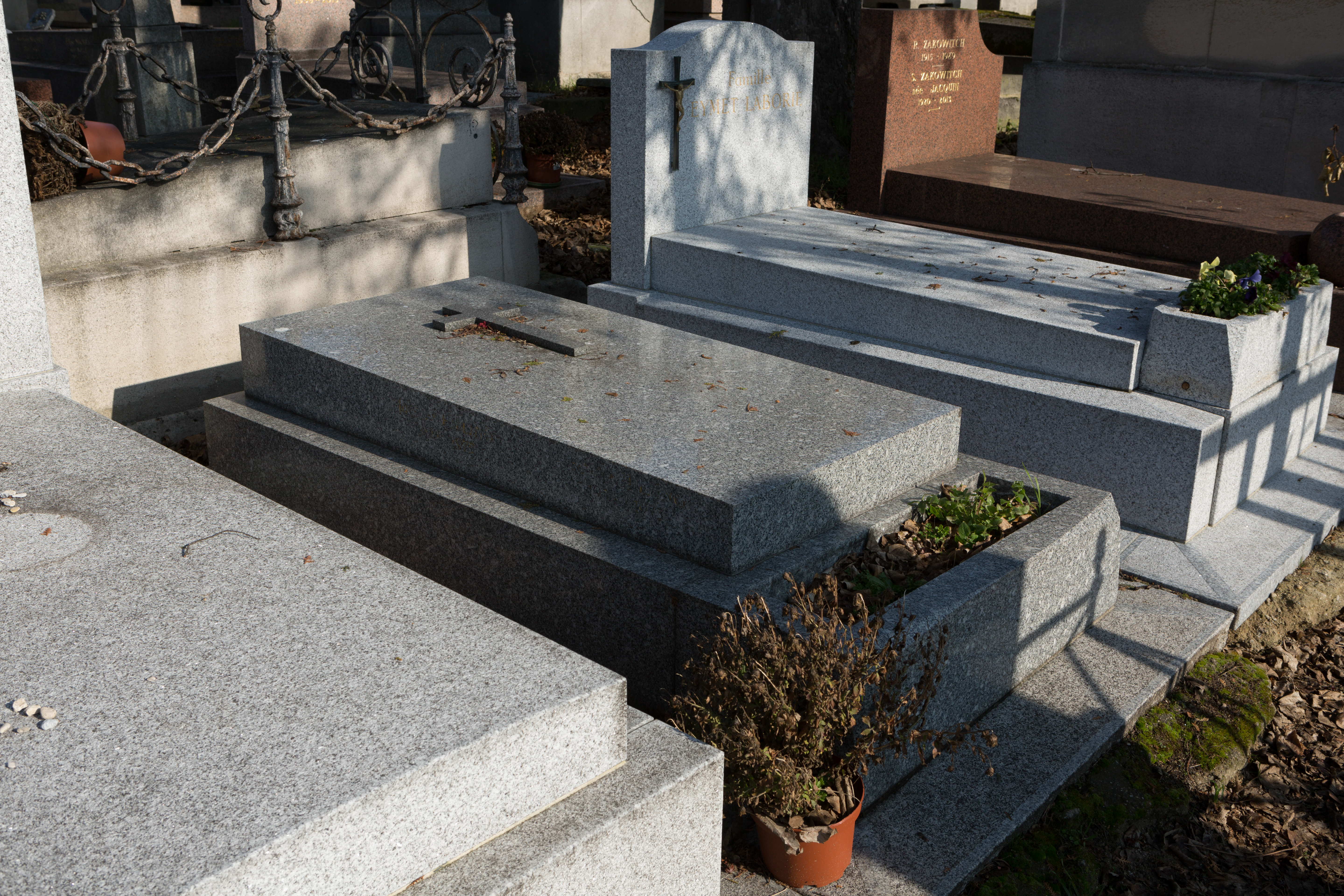
Tombe de Jacques Hilling au cimetière du Père-Lachaise (60e division).

À la fin des années 1950, Jacques Hilling devient la voix du capitaine Haddock dans le feuilleton radiophonique inspiré des Aventures de Tintin.
Outre ses nombreux rôles au cinéma, il a joué dans les séries télévisées La Famille Anodin, Thierry la Fronde ou encore Les Cinq Dernières Minutes.
Il a épousé Liliane Robert (1929-1980) le 22 novembre 1949 avec qui il eut 5 enfants (Fabrice, Laurent, Patrick, Béatrix et Nicolas).
Il est inhumé au cimetière du Père-Lachaise (60e division).

## Théâtre
- 1949 : Exercices de style de Raymond Queneau, mise en scène Yves Robert, La Rose rouge
- 1949 : Les Gaités de l'escadron de Georges Courteline, mise en scène Jean-Pierre Grenier, théâtre de la Renaissance
- 1953 : Kean de Jean-Paul Sartre d'après Alexandre Dumas, mise en scène Pierre Brasseur, théâtre Sarah-Bernhardt
- 1955 : La Petite Maison de thé de John Patrick, mise en scène Marguerite Jamois, théâtre Montparnasse
- 1965-1967 : Du vent dans les branches de sassafras de René de Obaldia, mise en scène René Dupuy, théâtre Gramont puis théâtre des Célestins

## Filmographie

### Cinéma
- 1946 : Le destin s'amuse d'Emil-Edwin Reinert
- 1948 : Retour à la vie, sketch « Le Retour de René » de Jean Dréville
- 1949 : Rendez-vous de juillet de Jacques Becker
- 1950 : Une fille à croquer ou  Le Petit Chaperon rouge de Raoul André
- 1950 : Les Amants de bras-mort de Marcel Pagliero
- 1950 : Terreur en Oklahoma, court métrage de Paul Paviot et André Heinrich
- 1951 : La Rose rouge de Marcel Pagliero
- 1951 : Pas de vacances pour Monsieur le Maire de Maurice Labro
- 1952 : La Putain respectueuse de Marcel Pagliero et Charles Brabant
- 1953 : Lettre ouverte d'Alex Joffé
- 1953 : Les Compagnes de la nuit de Ralph Habib
- 1953 : Thérèse Raquin de Marcel Carné
- 1953 : Virgile de Carlo Rim
- 1953 : Le Guérisseur de Yves Ciampi
- 1953 : Les hommes ne pensent qu'à ça d'Yves Robert
- 1955 : French Cancan de Jean Renoir
- 1955 : Les Diaboliques d'Henri-Georges Clouzot
- 1955 : La Madelon de Jean Boyer
- 1955 : On déménage le colonel de Maurice Labro
- 1955 : Rencontre à Paris de Georges Lampin
- 1955 : Toute la ville accuse de Claude Boissol
- 1955 : Boulevards de Paris (Bedevilled) de Mitchell Leisen
- 1956 : Elena et les Hommes de Jean Renoir
- 1956 : Marie-Antoinette reine de France de Jean Delannoy
- 1956 : Gervaise de René Clément
- 1956 : Notre-Dame de Paris de Jean Delannoy
- 1956 : Crime et Châtiment de Georges Lampin
- 1956 : Paris, Palace Hôtel d'Henri Verneuil
- 1956 : Une nuit aux Baléares de Paul Mesnier
- 1956 : Que les hommes sont bêtes de Roger Richebé
- 1957 : Les Espions d'Henri-Georges Clouzot
- 1957 : La Peau de l'ours de Claude Boissol
- 1957 : Le Grand Bluff de Patrice Dally
- 1957 : Un amour de poche de Pierre Kast
- 1957 : C'est la faute d'Adam de Jacqueline Audry
- 1957 : Le Triporteur de Jack Pinoteau
- 1957 : Clara et les Méchants de Raoul André
- 1957 : La Joconde : Histoire d'une obsession, court métrage de Henri Gruel
- 1958 : Maigret tend un piège de Jean Delannoy
- 1958 : La Femme et le Pantin de Julien Duvivier
- 1958 : Les Jeux dangereux de Pierre Chenal
- 1958 : Bobosse d'Étienne Périer
- 1958 : Guinguette de Jean Delannoy
- 1958 : Ascenseur pour l'échafaud de Louis Malle
- 1959 : Le Mouton de Pierre Chevalier
- 1959 : Babette s'en va-t-en guerre de Christian-Jaque
- 1959 : Maigret et l'affaire Saint-Fiacre de Jean Delannoy
- 1959 : Bouche cousue de Jean Boyer
- 1959 : Rue des prairies de Denys de La Patellière
- 1959 : Le Baron de l'écluse de Jean Delannoy
- 1959 : Merci Natercia de Pierre Kast
- 1959 : Quai du point du jour de Jean Faurez
- 1960 : La Vérité d'Henri-Georges Clouzot
- 1960 : La Mort de Belle d'Édouard Molinaro
- 1960 : La Princesse de Clèves de Jean Delannoy
- 1960 : La Bride sur le cou de Roger Vadim
- 1961 : Le Bateau d'Émile de Denys de La Patellière
- 1961 : Horace 62 d'André Versini
- 1961 : Cartouche de Philippe de Broca
- 1961 : Les Trois Mousquetaires de Bernard Borderie
- 1962 : Bon voyage ! de James Neilson
- 1962 : Les Veinards, sketch « La Vedette » de Philippe de Broca : le journaliste
- 1962 : Le Chevalier de Pardaillan de Bernard Borderie
- 1962 : Lemmy pour les dames de Bernard Borderie
- 1963 : Les Vierges de Jean-Pierre Mocky
- 1963 : Hardi Pardaillan de Bernard Borderie
- 1963 : Une ravissante idiote d'Édouard Molinaro
- 1963 : L'Abominable Homme des douanes de Marc Allégret
- 1963 : À toi de faire... mignonne de Bernard Borderie
- 1964 : Banco à Bangkok pour OSS 117 d'André Hunebelle
- 1964 : Angélique, marquise des anges de Bernard Borderie : Molinès
- 1965 : Marie-Chantal contre docteur Kha de Claude Chabrol
- 1965 : Merveilleuse Angélique de Bernard Borderie : Molinès
- 1965 : Angélique et le Roy de Bernard Borderie : Molinès
- 1965 : L'Or du duc de Jacques Baratier et Bernard Toublanc-Michel
- 1966 : Brigade antigangs de Bernard Borderie
- 1967 : Voyage à deux (Two for the Road) de Stanley Donen
- 1968 : Caroline chérie de Denys de La Patellière : l'homme du relais
- 1968 : Catherine, il suffit d'un amour de Bernard Borderie
- 1969 : Trop petit mon ami d'Eddy Matalon
- 1970 : Elle boit pas, elle fume pas, elle drague pas, mais... elle cause ! de Michel Audiard : le second client du Sexy Shop
- 1971 : Le drapeau noir flotte sur la marmite de Michel Audiard : Fernand
- 1971 : Le Cri du cormoran le soir au-dessus des jonques de Michel Audiard : le fêtard
- 1972 : Le Viager de Pierre Tchernia : le président du tribunal
- 1974 : L'Horloger de Saint-Paul de Bertrand Tavernier : Costes, un journaliste
- 1975 : Que la fête commence de Bertrand Tavernier : l'abbé Gratellard

### Télévision
- 1956 : La Famille Anodin (série télévisée)
- 1958 : Les Cinq Dernières Minutes, épisode L'habit fait le moine de Claude Loursais : Morestel
- 1958 : L'Honneur des Brossarbourg de Georges Courteline, réalisation Roland-Bernard : le baron
- 1964 : Le Théâtre de la jeunesse, épisode Le Matelot de nulle part de Marcel Cravenne : le mendiant
- 1964-1966 : Thierry la Fronde : Benoît
- 1965 : Le Théâtre de la jeunesse, épisode Sans famille de Yannick Andreï : Garofoli
- 1966 : Le Théâtre de la jeunesse, épisode Les Deux Nigauds de René Lucot : le chef de pension
- 1966 : Le Chevalier d'Harmental de Jean-Pierre Decourt (feuilleton) : Polignac
- 1967 : Salle n° 8 de Robert Guez et Jean Dewever (série télévisée) : Charles Durand (ép. 33)
- 1969 : Fortune d'Henri Colpi : Mac Dougall
- 1971 : Au théâtre ce soir : Arsenic et vieilles dentelles de Joseph Kesselring, mise en scène Alfred Pasquali, réalisation Pierre Sabbagh, théâtre Marigny : le révérend
- 1971 : Tang d'André Michel (série télévisée) : Louis Marbaux/Philippe Audoin
- 1971 : Schulmeister, espion de l'empereur, épisode Le Maître d'école de Jean-Pierre Decourt : Müller
- 1972 : Les Évasions célèbres : épisode Latude ou L'Entêtement de vivre de Jean-Pierre Decourt : Berryer
- 1971 : Arsène Lupin, Épisode L'arrestation d'Arsène Lupin ! : le commissaire
- 1972 : De sang froid d'Abder Isker : Roussel
- 1972 : Mycènes, celui qui vient du futur de François Chatel et Pierre Neel : Doc
- 1973 : Joseph Balsamo d'André Hunebelle : le magistrat
- 1973 : Le Jet d'eau : Hubert Mammes
- 1973 : Le Masque aux yeux d'or de Paul Paviot : le maréchal Bazaine
- 1973 : Karatekas and Co feuilleton en 6 épisodes d'Edmond Tyborowski
- 1974 : Au théâtre ce soir : Nick Carter détective de Jean Marcillac, mise en scène René Clermont, réalisation Georges Folgoas, théâtre Marigny :  David
- 1974 : L'aquarium, téléfilm de René Lucot : l'huissier
- 1975 : Messieurs les jurés : L'Affaire Marquet de 'Serge Witta

## Doublage

### Cinéma

#### Films
- 1962 : Le Prisonnier d'Alcatraz : Felo Gomez (Telly Savalas)
- 1963 : Lancelot chevalier de la reine : Sir Kaye (Joseph Tomelty)
- 1968 : Roméo et Juliette : Seigneur Capulet (Paul Hardwick)
- 1970 : Melinda : Hoyt III (Kermit Murdock)
- 1972 : Le Parrain : Don Philip Tattaglia (Victor Rendina (en)) (1er doublage)
- 1974 : Tremblement de terre : l'ivrogne (Walter Matthau)

#### Animation
- 1964 : Mary Poppins : l'amiral Boom (Reginald Owen)
- 1967 : Le Livre de la jungle : Buzzie (J. Pat O'Malley)
- 1970 : Winnie l'ourson dans le vent : Tigrou (1er doublage)
- 1971 : Les Aristochats : Oncle Waldo (Bill Thompson)
- 1971 : Lucky Luke : Daisy Town
- 1976 : Les Douze Travaux d'Astérix : le dresseur du cirque

### Radio
- 1959-1963 : Les Aventures de Tintin : le capitaine Haddock